# Julie Gayet
Pour les articles homonymes, voir Gayet.
Julie Gayet, née le 3 juin 1972 à Suresnes (Hauts-de-Seine) est une actrice, productrice et réalisatrice française.
Au cinéma, Agnès Varda lui confie son premier rôle important dans Les Cent et Une Nuits de Simon Cinéma en 1995.
En 2007, elle crée la maison de production Rouge International avec Nadia Turincev. Elles produisent notamment : Grave de Julia Ducournau, L'Insulte de Ziad Doueiri ou Visages, Villages d'Agnès Varda et JR.
En 2020, elle fonde un festival autour de la musique à l'image, Sœurs Jumelles, à Rochefort.
Compagne de François Hollande dès 2012, elle n'est pas formellement présentée comme la « Première dame de France » après la révélation de leur liaison en 2014. Durant la présidence de François Hollande, elle n'apparaît pas en public lors des représentations officielles. Ils se marient le 4 juin 2022 à Tulle. 

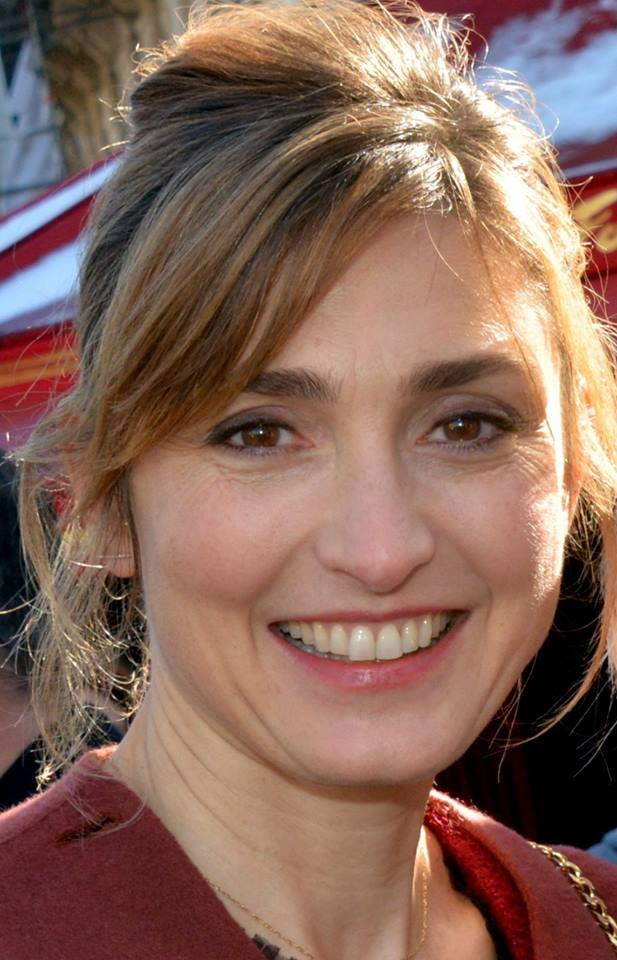
Julie Gayet au déjeuner des nommés des César 2018.

## Biographie

### Famille
Julie Gayet est la fille d'Anne Gayet (née Faure), antiquaire, née dans une famille d'industriels ardennais, et de Brice Gayet, professeur de chirurgie digestive à l'Institut mutualiste Montsouris, ancien ami et professeur de Jérôme Cahuzac pendant ses études,, qui a travaillé sur la loi de bioéthique en 1992 en tant que conseiller du ministre de la Santé et de l'Action humanitaire, Bernard Kouchner, et a connu, d'après L'Obs, « toute une génération de socialistes » — dont François Hollande, selon Jean Glavany. Son grand-père paternel, Alain Gayet, est chirurgien et Compagnon de la Libération. Son arrière-grand-mère en ligne masculine, Thérèse Gayet, est l'une des trois premières femmes françaises diplômées de médecine.
Ses parents sont propriétaires depuis 2005 du château de Cadreils, dans le Gers, demeure du XVIIe siècle qu'ils ont rénovée.
Elle a deux frères : Jean-Brice, radiologue, et Erwan, architecte.

### Jeunesse et formation
Julie Gayet étudie le chant lyrique dès l'âge de huit ans, s'oriente vers la comédie à quatorze ans, puis part à Londres afin d'effectuer un stage à l'Actors Studio avec Jack Waltzer.
Elle étudie ensuite au théâtre-école de Tania Balachova, à l'école du cirque Fratellini et étudie le chant lyrique de Tosca Marmor. Elle étudie aussi l'histoire de l'art, la psychologie et le cinéma à l'université Sorbonne-Nouvelle.

### Vie privée
Le 10 juin 2000, Julie Gayet se marie à Faget-Abbatial avec le cinéaste Santiago Amigorena avec qui elle a deux fils,, Tadeo et Ezéchiel. Le couple divorce en 2006.

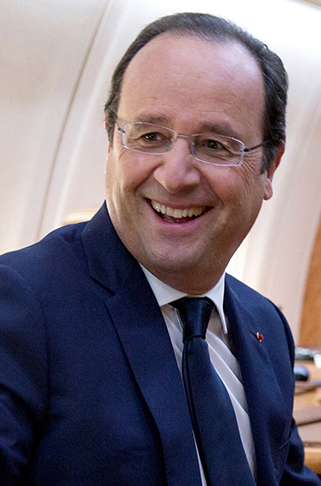
François Hollande en février 2014.

En janvier 2014, le magazine Closer révèle sa liaison « depuis deux ans », avec le président de la République française, François Hollande. Julie Gayet porte plainte pour atteinte à la vie privée, et le 27 mars 2014 le tribunal de grande instance de Nanterre condamne le magazine à verser 15 000 euros de dommages et intérêts à l'actrice.
Emmanuel Berretta du Point évoque l'influence que Julie Gayet a eue dans les arbitrages et décisions pris par le président en matière de politique culturelle. Proche d'Anne Consigny et de son époux, Éric de Chassey, elle plaide, contre la ministre de la Culture Aurélie Filippetti, pour la reconduction de celui-ci à la tête de la Villa Médicis. Les journalistes Soazig Quéméner et François Aubel affirment dans leur biographie de Julie Gayet qu'elle a déconseillé à François Hollande de considérer la candidature de Claire Chazal à la présidence de la réunion des musées nationaux et du Grand Palais des Champs-Élysées.
En 2015, elle joue son propre rôle dans la série Dix pour cent. Une mise en abyme comique avec sa vie privée est créée lorsque JoeyStarr, qui veut la séduire, lui demande : « Dis-moi, je voulais te demander un truc… T’as quelqu’un en ce moment ? »
Dans la biographie que la journaliste Pauline Delassus lui consacre en 2016 (Mademoiselle), celle-ci note que Julie Gayet joue auprès de François Hollande « un rôle de Première dame virtuelle, officieuse, mais présente. » Patrice Duhamel et Jacques Santamaria relèvent que « pour la première fois depuis 1958, la femme qui partage la vie d'un président de la République n'a rien voulu changer à sa vie professionnelle. » Durant le mandat présidentiel de François Hollande (2012-2017), elle n'apparaît pas en public lors des représentations officielles. A posteriori, Julie Gayet estime que « la fonction de Première dame est sexiste. C’est un job qui oblige à arrêter son métier. Et en plus on ne touche pas de salaire. »
Julie Gayet et François Hollande effectuent leur première apparition publique le 9 décembre 2017, à l'occasion de la cérémonie d'hommage à Johnny Hallyday.
Ils se marient dans l'intimité à Tulle le 4 juin 2022. Le mariage est célébré par Bernard Combes, successeur de François Hollande en 2008, en tant que maire de Tulle, en présence notamment du chanteur Benjamin Biolay.

### Activités militantes et publiques

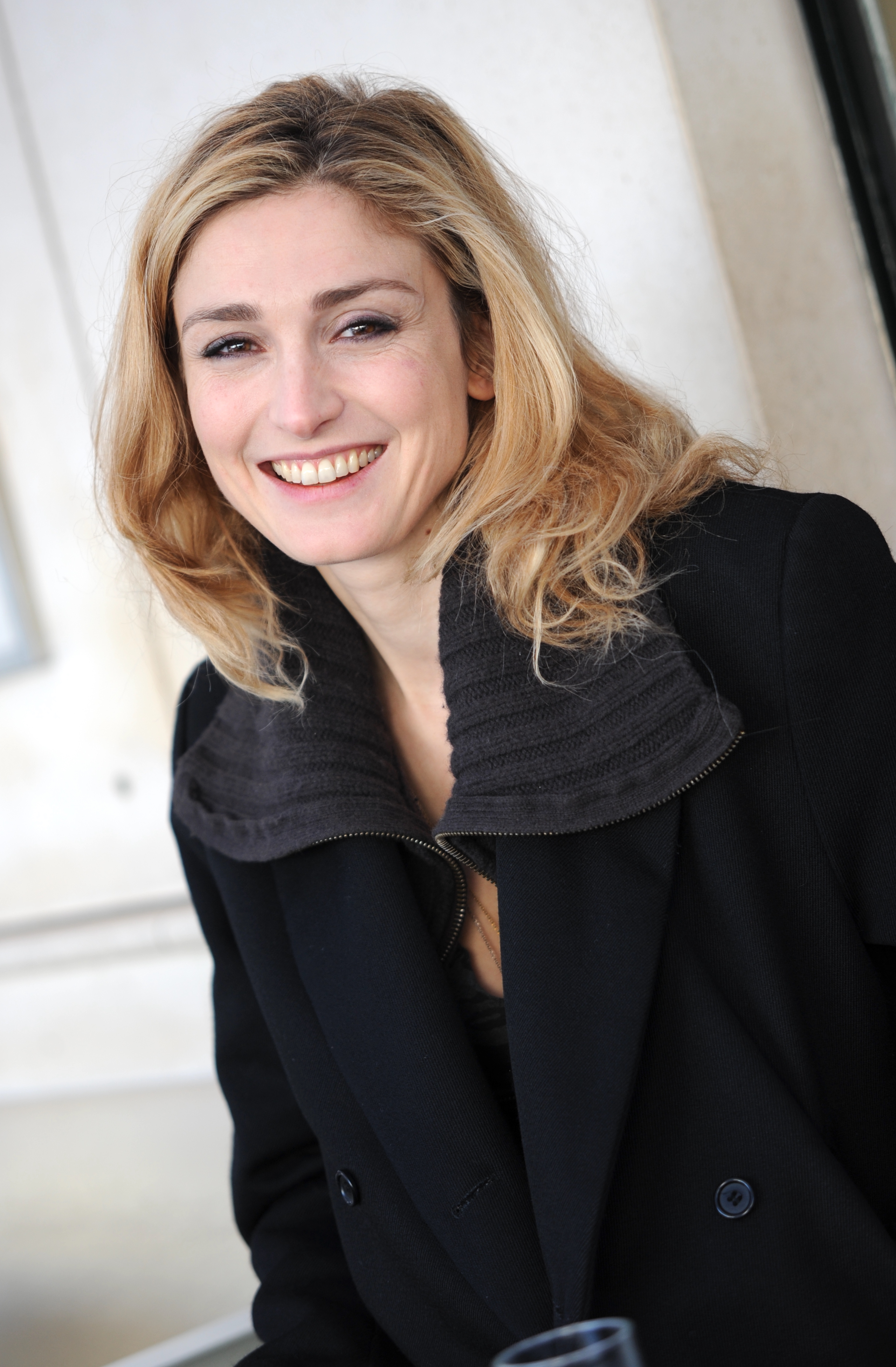
Julie Gayet, le 04 mars 2010 à Paris.

Engagée auprès du Parti socialiste (cependant sans jamais en prendre la carte), Julie Gayet prend publiquement position en faveur de Ségolène Royal, lors de l'élection présidentielle française de 2007, puis pour François Hollande, lors de celle de 2012. En octobre 2011, elle participe à la campagne du Parti socialiste pour cette élection. En 2013, elle apparaît à plusieurs réunions, en compagnie du président de la République et d'écrivains, dans la ville de Tulle. Elle s'est prononcée en faveur du projet de loi ouvrant le mariage homosexuel en France. En 2014, elle est membre du comité de soutien à la candidature d'Anne Hidalgo à la mairie de Paris.
Le 19 décembre 2018, plus de 70 célébrités se mobilisent à l'appel de l'association Urgence Homophobie. Gayet est l'une d'elles et apparaît dans le clip de la chanson De l'amour.

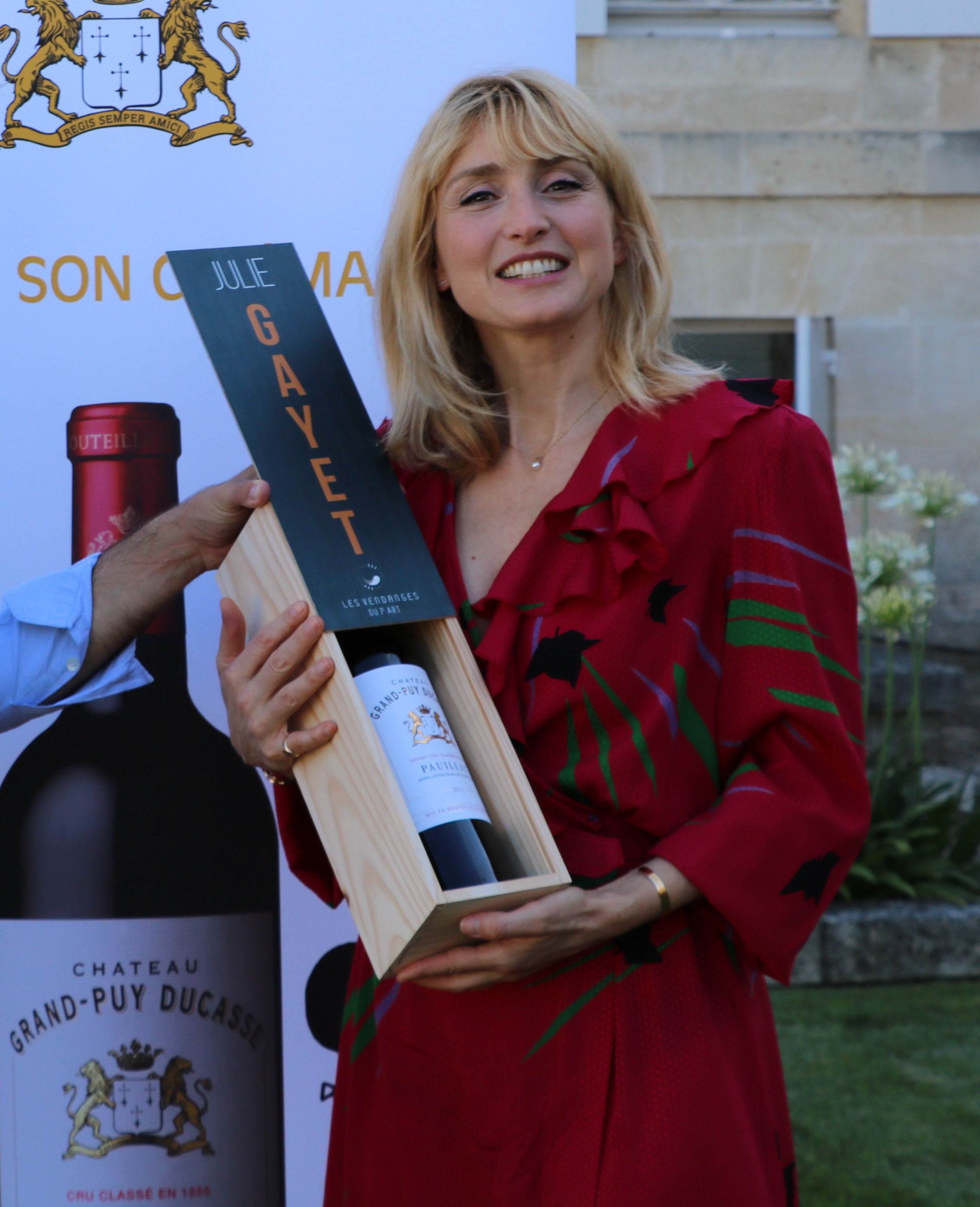
Julie Gayet aux Vendanges du 7e Art de Pauillac en 2019.

Julie Gayet s'engage pour les droits des femmes, en dénonçant notamment les inégalités femmes-hommes que l'industrie du cinéma laisse subsister. En 2019, elle coproduit avec Christie Mola le documentaire de Géraldine Maillet Le Moment de briller, les Bleues en route vers le mondial en suivant cinq joueuses préparant la compétition. Le 10 juillet 2019, lors de la présentation de son documentaire Qu'est-ce qu’un film de femme ? au festival du film de Pauillac, elle déclare venir « d'une famille où les femmes ont été empêchées parce que c’était compliqué. »
Elle est impliquée auprès de la fondation des femmes qui vise à soutenir les associations venant en aide aux femmes victimes de violences.
Sensible à la cause des femmes atteintes d'endométrioses, Julie Gayet est également la cofondatrice de l'association Info-endométriose. Elle s'occupe notamment de la coordination artistique de la campagne, travaille à la réalisation de spots d'information et aide à la mobilisation d'artistes. Elle est aussi marraine du Fonds pour la santé des femmes, une organisation de gynécologues. Elle est membre du Collectif 50/50, qui a pour but de promouvoir l’égalité des femmes et des hommes et la diversité dans le cinéma et l’audiovisuel,.
En octobre 2022, Julie Gayet est nommée au conseil de surveillance du CA Brive, club de rugby professionnel de la ville de Brive-la-Gaillarde qu'elle soutient et suit régulièrement avec son époux François Hollande, ancien maire de Tulle et président du conseil général de la Corrèze.

### Décorations
- Officière de l'ordre des Arts et des Lettres (2023)[41] ; chevalière (2011)[42]

### Hommage
Le 25 octobre 2024, à l'issue de la rénovation du complexe sportif et culturel Le Soubise de Meymac, est inaugurée la salle de cinéma « Julie Gayet », en présence de l'actrice.

## Carrière cinématographique

### Débuts d'actrice
En 1992, Julie Gayet fait sa première apparition devant une caméra, dans l'épisode 95 de la série télévisée Premiers Baisers, diffusée sur TF1 et produite par AB Productions.
L'année suivante, elle obtient un petit rôle dans Trois Couleurs : Bleu puis en 1994 joue son premier grand rôle dans Les Cent et Une Nuits de Simon Cinéma d'Agnès Varda.
En 1996, elle tient le rôle féminin principal de la comédie Delphine 1, Yvan 0,.

### Festivals

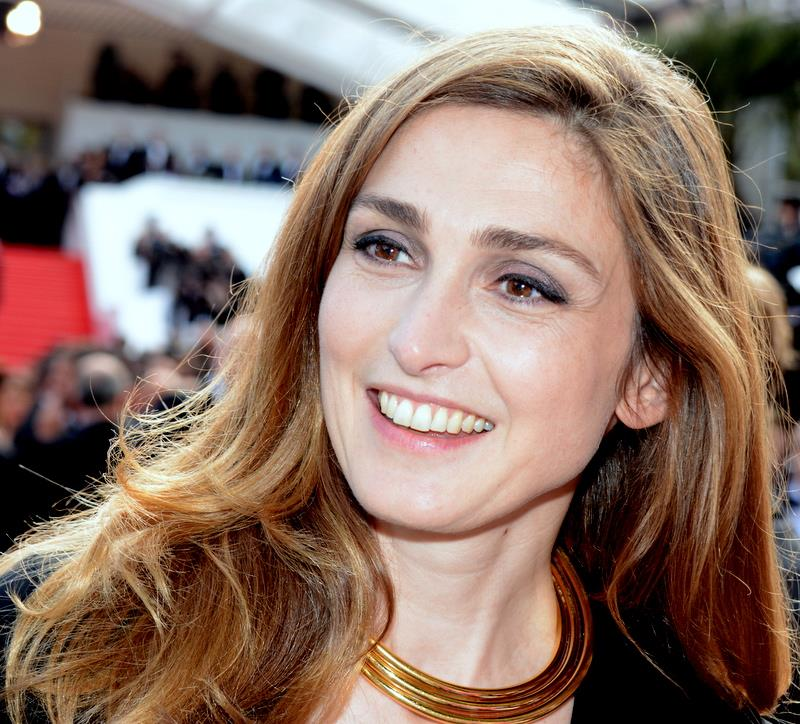
Julie Gayet au festival de Cannes 2014.

En 2002, lors du 8e Festival du cinéma américain de Deauville, elle est membre du jury présidé par Pierre Lescure.
Lors du festival de Cannes 2009, elle est membre du jury Un certain regard, sous la présidence de Paolo Sorrentino. Au Festival de Cannes 2011, elle est membre du jury de la Cinéfondation et des courts métrages, qui est présidé par Michel Gondry.
En 2016, elle est présidente du jury au festival du film italien de Villerupt 2016.
En 2019, elle est membre du jury du 32e Festival international du film de Tokyo, présidé par Zhang Ziyi.
En 2020, elle lance un festival sur les créateurs de musiques et d’images dans la ville de Rochefort appelé Rencontres internationales des musiques à l’image (Remiix).
En 2021, elle est annoncée présidente du jury « longs métrages » de la 29e édition du festival international du film fantastique de Gérardmer, qui se tient du 26 janvier au 30 janvier 2022.
En 2022, elle préside le jury au premier festival du film de Fleurance dans le Gers.
En 2024, elle co-préside avec Julie Le Breton le jury des "Visages de la francophonie" au festival CINEMANIA.
En 2025, elle préside le jury de L'Œil d'or au Festival de Cannes.

### Carrière de productrice
Julie Gayet est également productrice de cinéma et crée trois sociétés : Rouge International en 2007, Amarante International en avril 2012, puis Cinémaphore en juillet 2013, associée au producteur Charles Gillibert (49 % des parts chacun, François Pinault détenant 2 % du capital de la société). Elle est coproductrice du film de Mia Hansen-Løve, Eden et se rapproche de la société Cinéfrance 1888.

## Affaire Reliance et soupçons de trafic d’influence et corruption passifs et de blanchiment
Julie Gayet fait l'objet de soupçons de trafic d’influence passif, de corruption passive et de blanchiment, dans le cadre d’une enquête ouverte en 2021 par l’OCLCIFF (Office central de lutte contre la corruption et les infractions financières et fiscales),.
En tant que coproductrice du film Tout là-haut (sorti en 2017), elle aurait bénéficié d’un financement de 1,65 million d’euros apporté par le groupe Reliance, dirigé par l’homme d’affaires indien Anil Ambani. Ce dernier était, au même moment, partenaire industriel de Dassault Aviation dans le cadre de la vente de 36 avions Rafale à l’Inde, conclue sous la présidence de François Hollande dans le cadre d’un contrat intergouvernemental.
Selon l’enquête, Julie Gayet aurait ensuite cherché à obtenir, auprès de l’équipe de production, un communiqué l’exonérant de toute responsabilité dans ce financement, en affirmant que l’apport de Reliance provenait exclusivement de l’initiative d’un autre coproducteur, via la société My Family.
Des échanges entre Julie Gayet et la productrice exécutive Élise Soussan montrent que cette dernière a été sollicitée à plusieurs reprises pour attester publiquement de cette version des faits. Ces sollicitations ont été interprétées par les enquêteurs comme révélant une volonté de maîtriser la communication autour du montage financier du film.

## Filmographie

### Actrice

#### Cinéma
- 1993 : La Petite Apocalypse de Costa-Gavras
- 1993 : Trois Couleurs : Bleu de Krzysztof Kieślowski : l'avocate dans la salle des pas perdus du palais de justice
- 1993 : L'Histoire du garçon qui voulait qu'on l'embrasse de Philippe Harel : une fille dans le métro
- 1993 : À la belle étoile d'Antoine Desrosières : Hannah
- 1995 : Les Cent et Une Nuits de Simon Cinéma d'Agnès Varda : Camille Miralis
- 1996 : Les Menteurs d'Élie Chouraqui : Lisa
- 1996 : Les Deux Papas et la Maman de Smaïn et Jean-Marc Longval : Sophie
- 1996 : Delphine 1, Yvan 0 de Dominique Farrugia : Delphine Saban
- 1996 : Sélect Hôtel de Laurent Bouhnik : Nathalie
- 1997 : Le Plaisir (et ses petits tracas) de Nicolas Boukhrief : Véra
- 1998 : Ça ne se refuse pas d'Éric Woreth : Marlène Kardelian
- 1998 : Sentimental Education de C.S. Leigh : Claire
- 1999 : Pourquoi pas moi ? de Stéphane Giusti : Eva
- 1999 : Paddy de Gérard Mordillat : Paddy
- 2000 : Nag la bombe de Jean-Louis Milesi : Rosine, la serveuse
- 2000 : Les Gens qui s'aiment de Jean-Charles Tacchella : Winnie
- 2000 : La Confusion des genres d'Ilan Duran Cohen : Babette
- 2001 : Vertiges de l'amour de Laurent Chouchan : Jeanne
- 2002 : Ma caméra et moi de Christophe Loizillon : Lucie
- 2002 : La Turbulence des fluides de Manon Briand : Catherine Rolland
- 2002 : Un monde presque paisible de Michel Deville : Mme Andrée
- 2002 : Novo de Jean-Pierre Limosin : Julie
- 2003 : Après la pluie, le beau temps de Nathalie Schmidt : Rose Bonbon
- 2003 : Lovely Rita, sainte patronne des cas désespérés de Stéphane Clavier : Rita
- 2004 : Clara et Moi d'Arnaud Viard : Clara
- 2004 : Ce qu'ils imaginent d'Anne Théron : Sarah
- 2005 : Bab el web de Merzak Allouache : Laurence
- 2005 : Camping à la ferme de Jean-Pierre Sinapi : la juge
- 2006 : De particulier à particulier de Brice Cauvin : Sophie
- 2006 : Mon meilleur ami de Patrice Leconte : Catherine
- 2006 : Le Lièvre de Vatanen de Marc Rivière : Olga
- 2006 : A Woman in Winter de Richard Jobson : Caroline
- 2007 : Enfances d'Ismaël Ferroukhi : la mère de Fritz Lang
- 2007 : Les Fourmis rouges de Stéphan Carpiaux : Anne
- 2007 : Un baiser, s'il vous plaît ! d'Emmanuel Mouret : Émilie
- 2009 : 8 fois debout de Xabi Molia : Elsa
- 2010 : Pièce montée de Denys Granier-Deferre : Laurence
- 2010 : Sans laisser de traces de Grégoire Vigneron : Clémence Meunier
- 2011 : L'Art de séduire de Guy Mazarguil : Hélène
- 2011 : L'Apparition de la Joconde de François Lunel
- 2011 : Practical Guide to Belgrade with Singing and Crying de Bojan Vuletic : Sylvie
- 2012 : Nos plus belles vacances de Philippe Lellouche : Isabelle
- 2012 : After de Géraldine Maillet : Julie
- 2013 : L'Autre Maison de Mathieu Roy : Charlotte
- 2013 : Les Âmes de papier de Vincent Lannoo : Emma
- 2013 : Quai d'Orsay de Bertrand Tavernier : Valérie Dumontheil
- 2015 : Je compte sur vous de Pascal Elbé : Barbara Perez
- 2015 : Ta mère de Touria Benzari : Juliette
- 2016 : La Taularde d'Audrey Estrougo : Maître Nadège Rutter
- 2016 : C'est quoi cette famille ?! de Gabriel Julien-Laferrière : Sophie
- 2018 : Love Addict de Frank Bellocq : Martha
- 2018 : Le Gendre de ma vie de François Desagnat : Suzanne
- 2019 : C'est quoi cette mamie ?! de Gabriel Julien-Laferrière : Sophie
- 2020 : Poly de Nicolas Vanier : Louise
- 2020 : Zaï zaï zaï zaï de François Desagnat : Florence
- 2021 : C'est quoi ce papy ?! de Gabriel Julien-Laferrière : Sophie
- 2022 : Comme une actrice de Sébastien Bailly : Anna
- 2024 : Six Jours de Juan Carlos Medina

#### Télévision
- 1992 : Premiers Baisers - épisode 95 : Le défi réalisé par Michelle Luker
- 1994 : 3000 scénarios contre un virus (téléfilm) - séquence La Teuf d'enfer réalisée par Patrick Cazès
- 1994 : Ferbac - épisode 6 : Ferbac et le festin de miséricorde réalisé par Christian Faure : Flo
- 1994 : La Vie de Marianne de Benoît Jacquot : Mademoiselle de Fare
- 1997 : Maître Da Costa - saison 1 épisode 3 : Le Doigt de Dieu réalisé par Bob Swaim
- 2001 : Sang d'encre de Didier Le Pêcheur : Monica
- 2003 : Bien agités ! de Patrick de Diane
- 2004 : 3 garçons, 1 fille, 2 mariages de Stéphane Clavier : Camille
- 2005 : Les Rois maudits de Josée Dayan : Isabelle
de France
- 2006 : Le Rainbow Warrior de Pierre Boutron : Dominique Prieur
- 2007 : La Légende des trois clefs de Patrick Dewolf : Béatrice Sancier
- 2007 : Elles et moi de Bernard Stora : Florence de Montellier
- 2010 : Famille décomposée de Claude d'Anna : Doris
- 2010 : Clandestin d'Arnaud Bedouët : Sophie
- 2011 : V comme Vian de Philippe Le Guay : Michelle Vian
- 2011 : Amoureuse de Nicolas Herdt : Iona Gorrigan
- 2011 : J'étais à Nüremberg d'André Chandelle : Marie-Claude Vaillant-Couturier
- 2012 : Emma d'Alain Tasma : Irène
- 2013 : Odysseus de Stéphane Giusti : Hélène de Troie
- 2013 : Alias Caracalla d'Alain Tasma : Marguerite Moret
- 2014 : Ça va passer… Mais quand ? de Stéphane Kappes : Sophie
- 2014 : Profilage - saison 5 épisode 4 : Sur la liste réalisé par Vincent Jamain : Laetitia Sibony
- 2015 : Dix pour cent de Fanny Herrero (saison 1 - épisode 5) : Elle-même
- 2016 : Marion, 13 ans pour toujours de Bourlem Guerdjou : Nora Fraisse
- 2017 : Juste un regard de Ludovic Colbeau-Justin : Sandrine Koval-Beaufils
- 2018 : Dévoilées de Jacob Berger : Léa
- 2019 : Soupçons de Lionel Bailliu : Victoire Delorme
- 2020 : Dix pour cent saison 4, épisode 1 : elle-même, remettante à la cérémonie des Césars
- 2021 : Le Grand Restaurant : Réouverture après travaux de Romuald Boulanger
- 2021 : Une mère parfaite de Fred Garson : Hélène Berg
- 2021 : La Dernière Partie de Ludovic Colbeau-Justin : Claire
- 2022 : César Wagner (série, épisode 6 « Coup de théâtre ») : Anne Cornell
- 2022 : Le Souffle du dragon de Stéphanie Pillonca : Fanny
- 2022 : L'Affaire Annette Zelman de Philippe Le Guay : Christiane Jausion
- 2022 : Disparition inquiétante (série, épisode 5 « Consentement parental »), réalisé par Stéphanie Pillonca : Gabrielle Perez
- 2023 : Les Mystères de la marée de Lorenzo Gabriele : Emilie Lagne
- 2023 : Le Nouveau de Ludovic Colbeau-Justin : Adèle
- 2024 : 12 ans, 7 mois, 11 jours d'Alexandre Coffre : Lucie Coubert
- 2024 : Olympe, une femme dans la Révolution de Mathieu Buisson et Julie Gayet : Olympe de Gouges

#### Courts et moyens métrages
- 1994 : La Teuf d'enfer de Patrice Cazes
- 1995 : Portraits 1 de Fred Aufray
- 1996 : Sans transition d'Éric Sliman
- 1996 : Vive le cinéma ! de Didier Rouget
- 1996 : 15 sans billets de Samuel Tasinaje
- 1997 : Pédagogie de Safy Nebbou
- 1997 : Play de Bruno Bacceschi
- 1998 : Je ne veux pas être sage d'Olivier Megaton
- 1998 : Baby blues de Stéphane Lévy
- 1998 : La Fée clochette d'Emmanuel Malherbe
- 1998 : L'Aventure au travers du 20e siècle d'Hélène Guétary
- 2003 : Rêver de Juan Pittaluga
- 2005 : La Conversion de Yann Le Gal
- 2006 : Un secret derrière la porte de Yann Le Gal
- 2007 : Fin d'Édouard Tissot
- 2007 : Un certain regard de Géraldine Maillet
- 2007 : À l'ouest de Catherine Esway
- 2008 : Oh my god de Françoise Charpiat
- 2009 : Le Petit Homme bleu d'Hélène Guétary
- 2009 : Une dernière cigarette de Géraldine Maillet
- 2009 : De plaisir de Catherine Abecassis
- 2011 : The Shape of Art to Come de Julien Levy
- 2012 : Northern Sky de Frédéric Guelaff
- 2012 : Rock 'n' Bled de Touria Benzari
- 2012 : Portraits de maîtresses de Rocco Labbé
- 2014 : 14 millions de cris de Lisa Azuelos

#### Clips
- 2007 : Dans la Merco Benz de Benjamin Biolay
- 2008 : Laisse aboyer les chiens de Benjamin Biolay
- 2011 : Qu'est-ce que ça peut faire ? de Benjamin Biolay
- 2014 : Waiting for you de Minor Alps (projet parallèle du chanteur de Nada Surf)

#### Doublage

##### Cinéma
- Films
  - 2013 : Une promesse : Charlotte "Lotte" Hoffmeister (V. F. de Rebecca Hall)
  - 2014 : Grace de Monaco d'Olivier Dahan : Grace Kelly (V. F. de Nicole Kidman)
- Films d'animation
  - 2009 : Kérity la maison des contes de Dominique Monféry : La Mère
  - 2010 : L'Apprenti Père Noël de Luc Vinciguerra : La mère de Félix

#### Livre audio
- 2007 : Ensemble c'est tout, Anna Gavalda (Gallimard audio), avec 17 autres comédiens et comédiennes.

### Productrice
- 2009 : 8 fois debout, film de Xabi Molia, coproductrice avec Christie Molia et Nadia Turincev
- 2009 : Fix ME, documentaire de Raed Andoni
- 2009 : Les Secrets (Dowaha), film de Raja Amari
- 2010 : L'Homme d'après, film de Clarise Canteloube
- 2011 : Bonsái, film de Cristián Jiménez
- 2013 : A Spell to Ward Off the Darkness, documentaire de Ben Rivers et Ben Russell, coproductrice
- 2013 : La Fille du patron, film d'Olivier Loustau[59]
- 2014 : Voix off, film de Cristián Jiménez, coproductrice
- 2015 : Le Trésor, film de Corneliu Porumboiu, coproductrice
- 2015 : Rodinný film, film de Olmo Omerzu
- 2016 : Mimosas, film d'Oliver Laxe
- 2016 : Grave, film de Julia Ducournau, coproductrice
- 2016 : La Taularde, film d'Audrey Estrougo
- 2016 : The Ride, film de Stéphanie Gillard
- 2017 : Tout là-haut, film de Serge Hazanavicius[60]
- 2017 : L'Insulte, film de Ziad Doueiri
- 2018 : Meurs, monstre, meurs d'Alejandro Fadel
- 2019 : Sun de Jonathan Desoindre et Ella Kowalska
- 2020 : Les Joueuses de Stéphanie Gillard
- 2020 : J'irai mourir dans les Carpates d'Antoine de Maximy

### Réalisatrice
- 2013 : Cinéast(e)s (série documentaire), 2 épisodes, coréalisés avec Mathieu Busson
- 2024 : Olympe, une femme dans la Révolution (téléfilm), coréalisé avec Mathieu Busson

### Distinctions

#### Récompenses
- Prix Romy-Schneider 1997 pour Sélect Hôtel[61]
- Festival du film européen de Bruxelles 1997 : prix de la meilleure actrice européenne pour Sélect Hôtel[61]
- Festival international du film de Tokyo 2009 : prix de la meilleure actrice pour 8 fois debout[62]

#### Nominations
- Prix Michel-Simon 1998 pour Sélect Hôtel[62]
- César 2014 : César de la meilleure actrice dans un second rôle pour Quai d'Orsay

## Théâtre

### Actrice
- 1994 : Preparadise Sorry Now de Rainer Werner Fassbinder, mise en scène Julien Collet, Théâtre Akhnatome
- 1996 : Les Abîmés de Michaël Cohen, Théâtre Montparnasse
- 2017 : Rabbit Hole (en) de David Lindsay-Abaire (en), mise en scène Claudia Stavisky, théâtre des Célestins de Lyon
- 2019 : Rabbit Hole (en) de David Lindsay-Abaire (en), mise en scène Claudia Stavisky, Théâtre des Bouffes parisiens

### Metteuse en scène
- 2017 : Les Noces de Figaro, lors de la 17e édition du festival Opéra en Plein Air à Sceaux et festival de Carcassonne[63]

## Chanson
- Duo avec Marc Lavoine sur le titre Avec toi sur l'album Je descends du singe (2012).